# Nombramiento de América

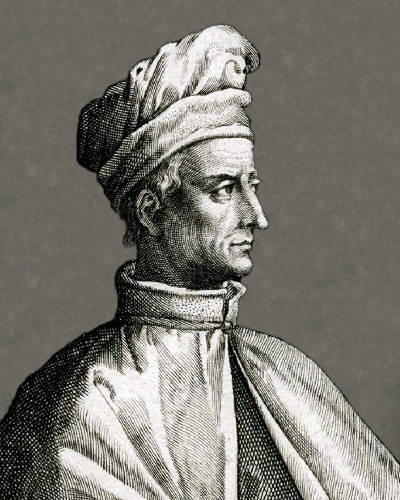
Américo Vespucio

El nombramiento de América se dio poco después de la muerte de Cristóbal Colón en 1506. El primer uso conocido del nombre America data del 25 de abril de 1507, cuando se aplicó a lo que hoy se conoce como América del Sur. Vespucci era un autor popular por sus exploraciones de lo que él llamaba el "Nuevo Mundo”. Sin embargo, algunos han sugerido otras explicaciones, entre ellas que el nombre proviene de la cordillera de Amerrisque en Nicaragua, o de Richard Amerike, un comerciante de Bristol, Inglaterra.

## Primer uso de la palabra

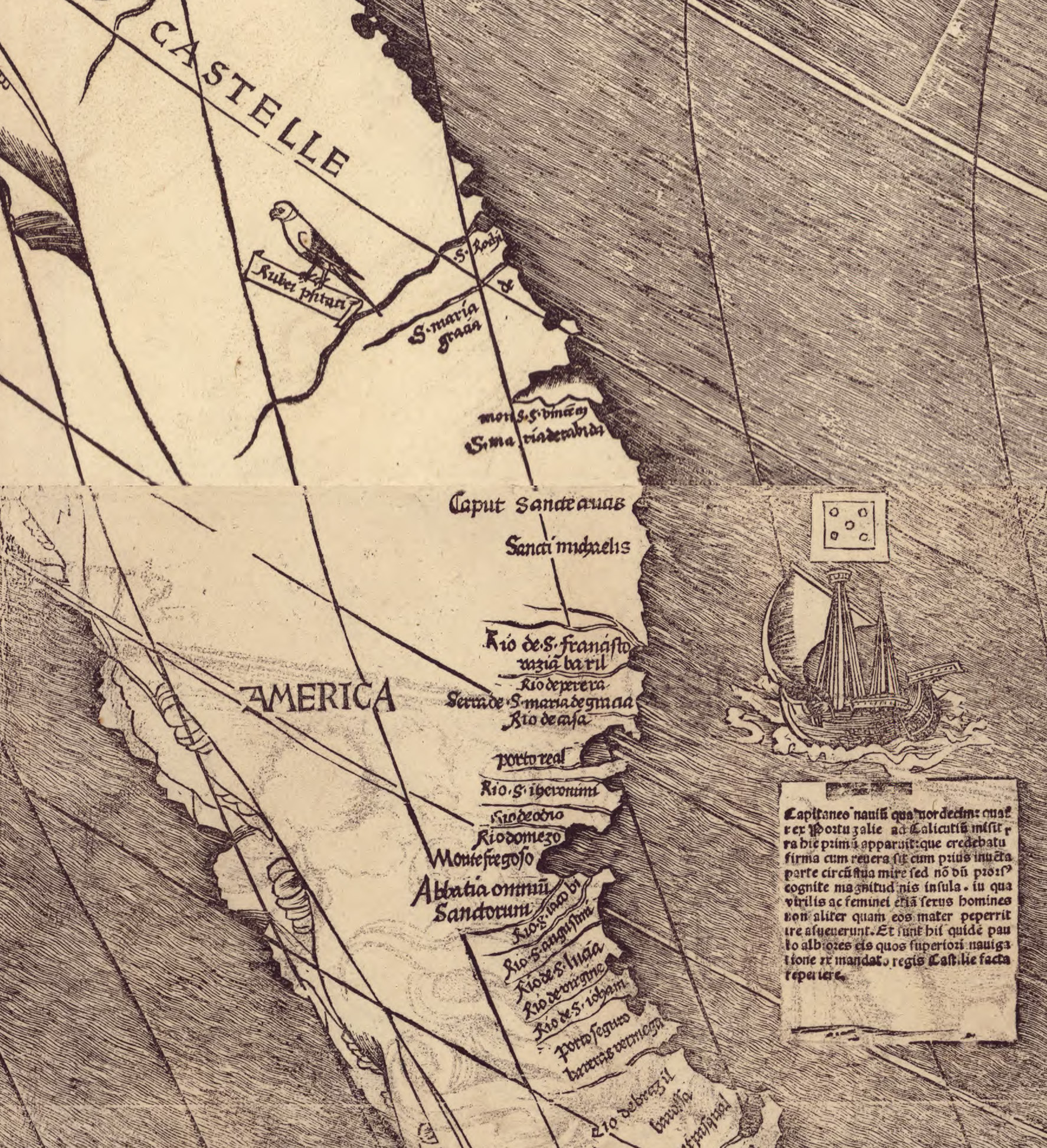
Detalle del Universalis Cosmographia donde AMERICA aparece en América del Sur.

El primer uso de la palabra America se dio el 25 de abril de 1507 aplicada a América del Sur en el planisferio Universalis Cosmographia del cartógrafo alemán Martin Waldseemüller. El planisferio de Waldseemüller es una obra de gran formato (1290 x 2320 mm) y grabada en xilografía. Fue elaborado en el Gymnasium Vosagense de la comuna francesa de Saint-Dié bajo la dirección del cartógrafo Martin Waldseemüller e impreso en 1507 con el título Universalis cosmographia secundum Phtolomaei traditionem et Americi Vespucii aliorumque lustrationes. El planisferio fue impreso junto con el libro Cosmographiae introductio.

## Uso de la palabra en otros idiomas
En los países de lenguas romances, como el español, portugués (América), francés (Amérique) e italiano (America) América se suele considerar un único continente. Para los países angloparlantes, América del Norte (North America) y América del Sur (South America) generalmente se consideran continentes separados, tomados en conjunto se denominan Americas, en plural. Sin un contexto aclaratorio, el término singular America en inglés, comúnmente en la actualidad, se refiere a los Estados Unidos de América.
Históricamente, en el mundo angloparlante, el término America podía referirse a un solo continente hasta la década de 1950 (como en la Geography de Van Loon de 1937): según los historiadores Kären Wigen y Martin W. Lewis, 
“Aunque podría parecer sorprendente encontrar a América del Norte y América del Sur aún unidos como un solo continente en un libro publicado en los Estados Unidos en 1937, esa noción se mantuvo como algo relativamente común hasta la Segunda Guerra Mundial. No puede ser coincidencia que esta idea sirviera a la geopolítica estadounidense de esos tiempos, que buscaba tanto la dominación por parte del hemisferio norte, como el desprendimiento de los continentes de Europa, Asia y África, bajo la idea del “viejo mundo”. Sin embargo, para la década de 1950 prácticamente todos los geógrafos estadounidenses insistieron en que las masas continentales de América del Norte y América del Sur eran visiblemente distintas, por lo que merecían ser designadas de forma separada.”
Este cambio no ocurrió en la mayoría de los otros hemisferios culturales del mundo, como países que hablan lenguas romances (incluidos Francia, Bélgica, Luxemburgo, Italia, Portugal, España, Rumania, Suiza, países de América Latina y los países de habla romance poscolonial de África), los de habla germánica (pero excluyendo el inglés, incluidos Alemania, Austria, Suiza, Bélgica, Países Bajos, Luxemburgo, Dinamarca, Noruega, Suecia, Islandia y las Islas Feroe), y en otros lugares, donde América todavía se considera un continente que abarca los subcontinentes de América del Norte, América del Sur y América Central.

## Nombres alternativos y discusión
Las culturas nativas utilizaban distintos nombres para referirse al territorio que habitaban, aunque la noción de continente es una construcción geográfica y cartográfica originada en occidente y no es directamente equiparable con las cosmovisiones de esos pueblos. Los mexicas, por ejemplo, denominaban a todo su mundo conocido como Cemanáhuac, los mayas utilizaban el concepto de Mayab, que aplicaban a lo que ahora conocemos como la península de Yucatán. Para los incas, su imperio unido era denominado Tawantinsuyu. Los purépechas llamaban P'urhépecherio a su territorio y el que consideraban su mundo conocido. Entre las propuestas contemporáneas para renombrar al continente, se encuentra Abya Yala en lengua Guna, propuesto por el Consejo Mundial de los Pueblos Indígenas, en 1977. La discusión sobre el nombre del continente sigue siendo motivo de debate en entornos académicos y sociales, pues hay sectores que consideran una imposición eurocéntrica, e incluso favorable a la geopolítica estadounidense, el nombrar América a la región sin pensar en la autodeterminación de sus habitantes.  